# Буремні роки
«Буремні роки» («Інспектор інкогніто») (італ. Gli anni ruggenti) — італійський фільм 1962 року режисера Луїджі Дзампа. Фільм знято за мотивами п'єси Миколи Гоголя «Ревізор», проте дію перенесено в Італію 1930-х за часів Беніто Муссоліні.

## Сюжет
Події фільму відбуваються в Італії наприкінці 1930-х, коли при владі Беніто Муссоліні. У маленьке містечко до мера приходить лист, що до них їде перевіряльник з Риму. У цей час в містечко зі столиці приїздить страховий агент зі списком найбагатших людей міста, аби застрахувати їх. Місцеві чиновники дізнаються про список, і оскільки вони всі в ньому є, то випадково сприймають страхового агента за перевіряльника. Для нього прибирають усе місто та готують показові начебто новозбудовані ферми та аеропорт. Сам страховий агент закохується в доньку мера і не одразу розуміє, що його переплутали з перевіряльником. На основі цього й розгортаються події фільму далі.

## У ролях
- Ніно Манфреді — Омеро Батіфіорі, страховий агент
- Джино Черві — Сальваторе Аквамано, мер міста
- Розалія Маджіо — Нунція Аквамано, дружина мера
- Мішель Мерсьє — Ельвіра Аквамано, донька
- Анджела Луче — Роза Де Белліс
- Гастоне Москін — Карміне Пассанте
- Сальво Рандоне — антифашистський лікар Де Вінченці

## Фільмування
- Фільм знімали на півдні Італії в містах Остуні та Альберобелло.

## Нагороди
- Стрічка здобула премію «Срібний парус» за найкращу роль на міжнародному кінофестивалі в Локарно (Швейцарія)

## Показ
- В Італії стрічка вийшла 21 квітня 1962 року з назвою «Буремні роки» (італ.Gli anni ruggenti).

## Цікаві факти
- У фільми неодноразово демонструються оригінальні кадри хроніки з Беніто Муссоліні.
- У Радянському союзі фільм отримав назву «Інспектор інкогніто» (рос.Инспектор инкогнито).